# Свети Кајо (насеље)
Свети Кајо је месна заједница у граду Солину, у Далмацији, Република Хрватска.
Налази се на обалама Каштеланског залива, западно од градског средишта и рушевина Салоне.